# شهرک جوهر
شهرک جوهر (به انگلیسی: Johar Town) یک منطقهٔ مسکونی در پاکستان است که در پنجاب واقع شده‌است.